# Opel Vectra C
L'Opel Vectra C est un véhicule de la catégorie familiale routière d'Opel produit du printemps 2002 jusqu'à l'été 2008. Elle remplace la Vectra B, qui était alors disponible depuis sept ans.
La présentation a eu lieu en mars 2002 au Salon international de l'automobile de Genève. Le véhicule est basé sur la plate-forme Epsilon de General Motors (GM) partagée ensuite avec sa cousine de Trollhättan la Saab 9-3.  

## Historique du modèle

### Général
Les ventes de la Vectra C ont débuté en avril 2002 avec la berline tricorps, tandis que la version à hayon a été introduite en septembre 2002 en tant que GTS sportive avec une carrosserie abaissée de série. Le Caravan a été présenté au Salon de l'automobile de Francfort et était disponible chez les concessionnaires à partir d'octobre 2003. Son empattement est plus long que celui de la berline.
La Vectra C est plus longue que sa prédécesseur. Le fait que l'Opel Omega ait été abandonné en juin 2003 a également joué un rôle, car avec la Vectra, Opel voulait également rivaliser dans la categorie des grande routière. Avec la plate-forme Epsilon, Opel a introduit la mise en réseau des véhicules avec le bus de données CAN, qui a également été utilisé dans l'Opel Astra H.
D'autres innovations comprenaient la direction assistée électro-hydraulique, qui a remplacé la direction assistée purement hydraulique utilisée auparavant, ainsi que le châssis actif IDS+ avec réglage électronique des amortisseurs CDC (Continuous Damping Control), disponible en option à partir de l'été 2004.
Comme ses prédécesseurs, la Vectra C était vendue en version tricorps, à hayon et break (Caravan). Au sens strict, le modèle Signum est également une variante de carrosserie du véhicule.

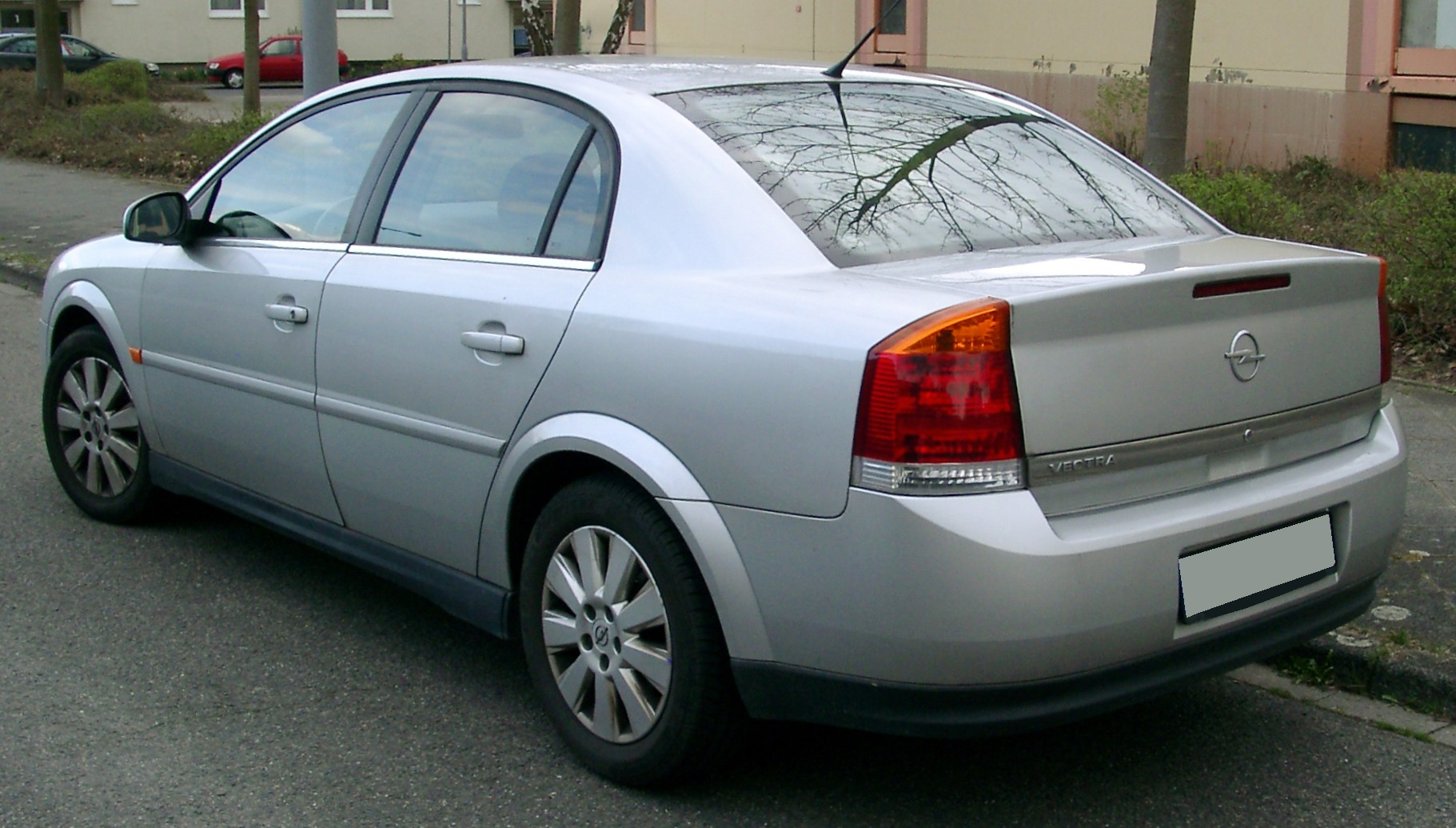
Vue arrière
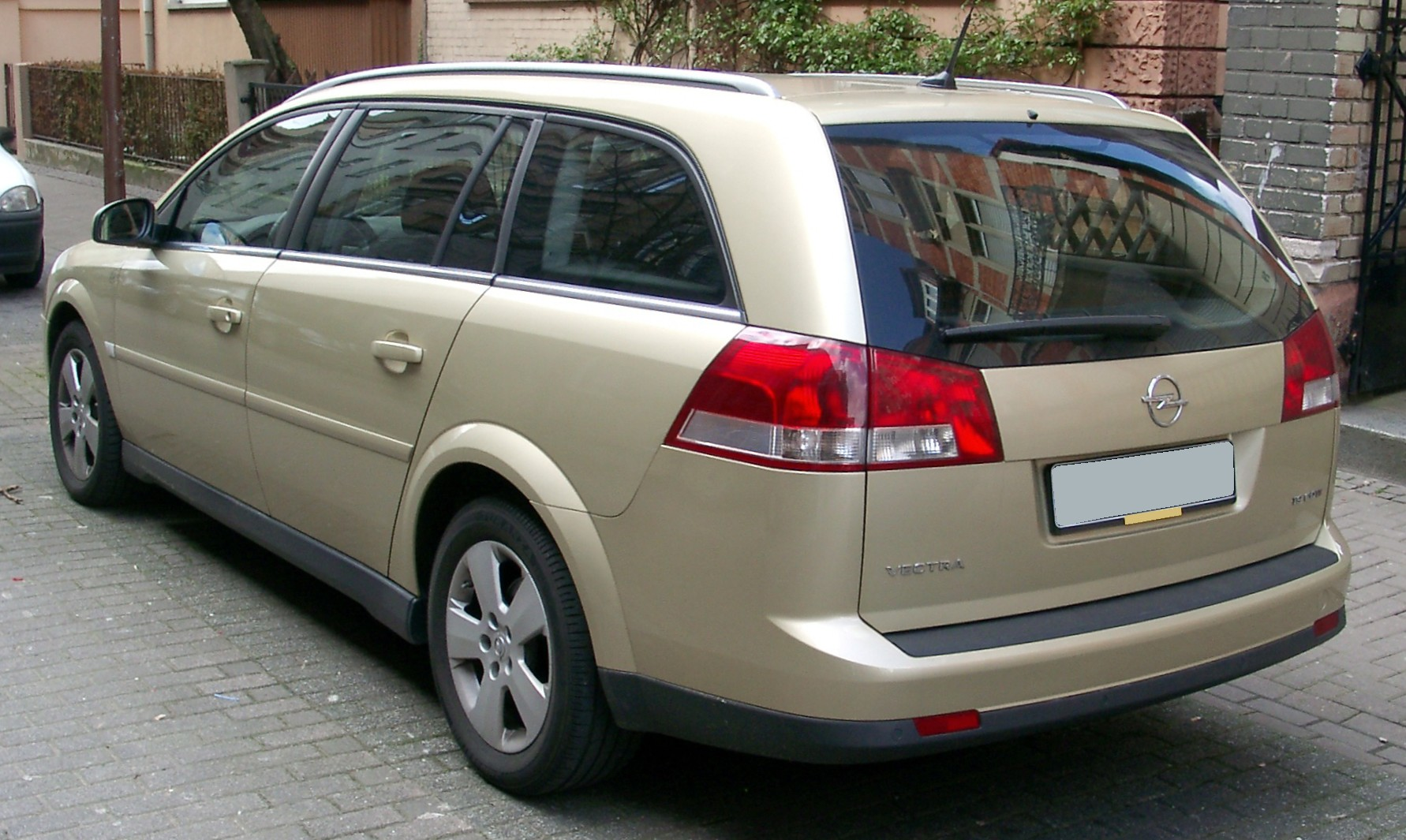
Opel Vectra Caravan (2003–2005)

### Lifting
Après une première révision mineure en mars 2004, la Vectra C a subi un lifting complet en juin 2005, reconnaissable de l'extérieur par une face avant révisée avec des phares distinctifs similaires à ceux de l'Astra H.
De plus, la jupe avant et la calandre ont été redessinées. Des plastiques de meilleure qualité ont été utilisés à l’intérieur. Les moteurs diesel sont équipés de série de filtre à particules sans entretien. Le moteur essence V6 de 3,2 litres a été omis; à la place, le célèbre moteur V6 de 2,8 litres de GM avec turbocompresseur a été utilisé en deux versions.

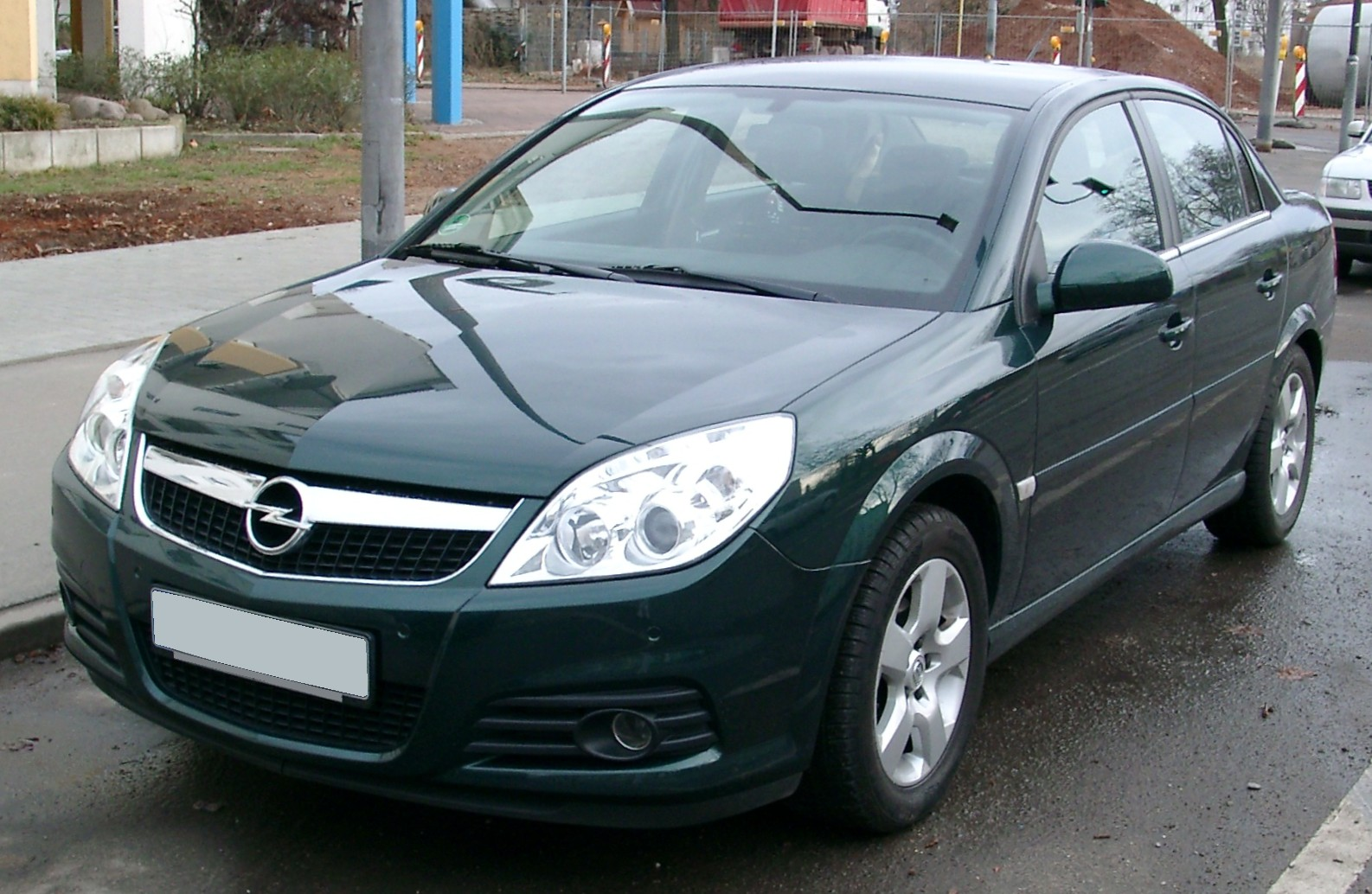
Opel Vectra tricorps (2005–2008)
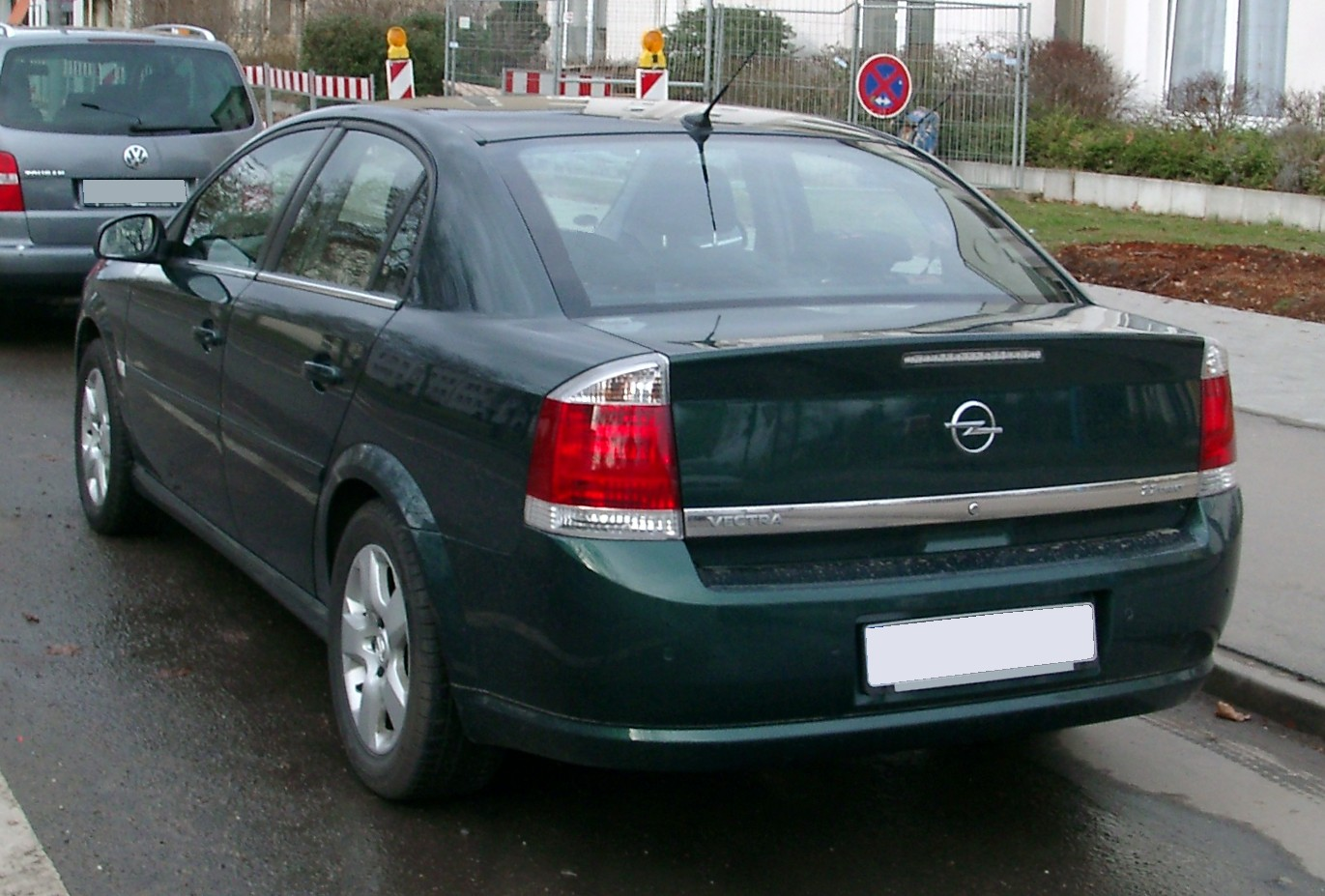
Vue arrière
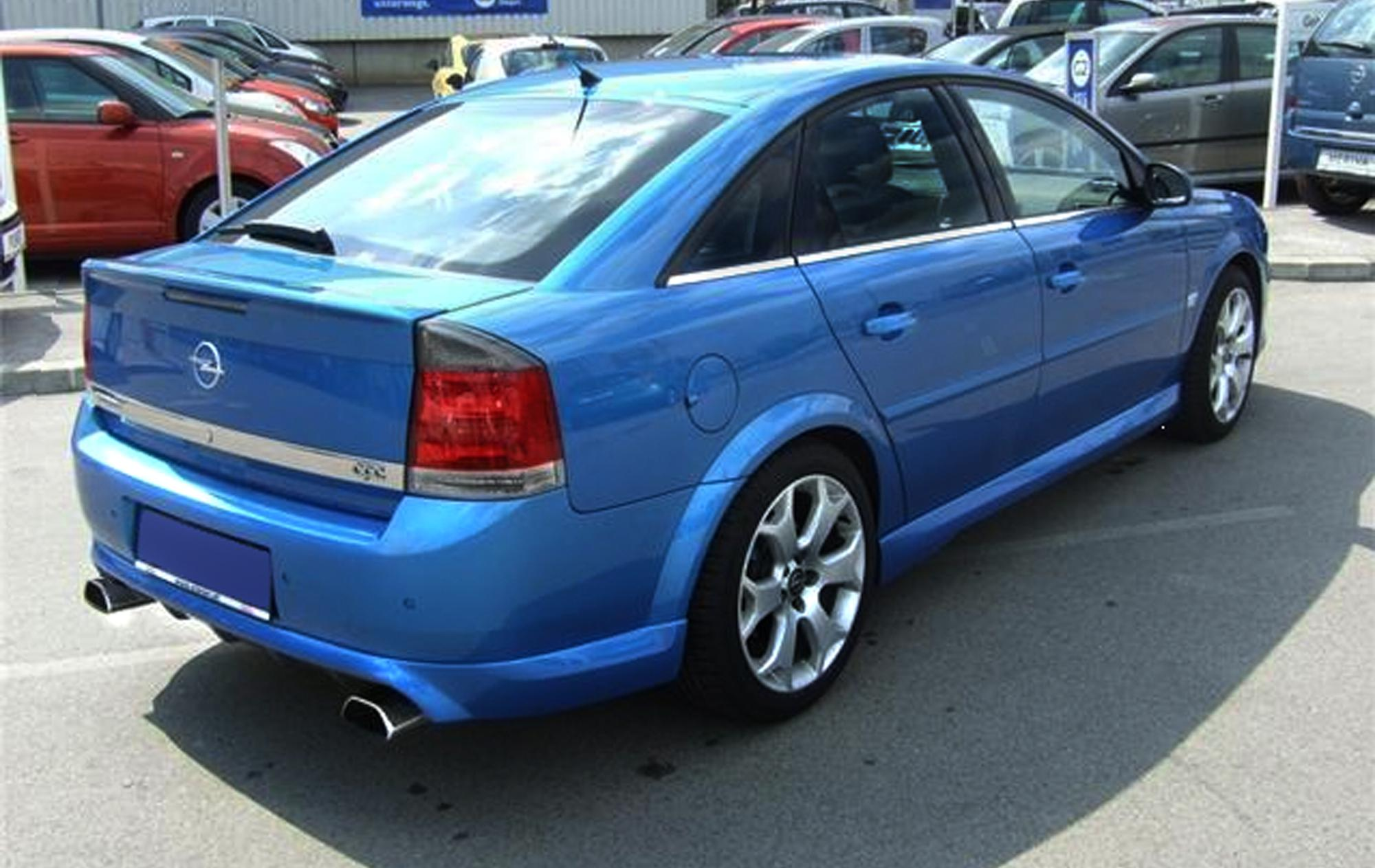
Opel Vectra OPC à hayon (2005–2008)
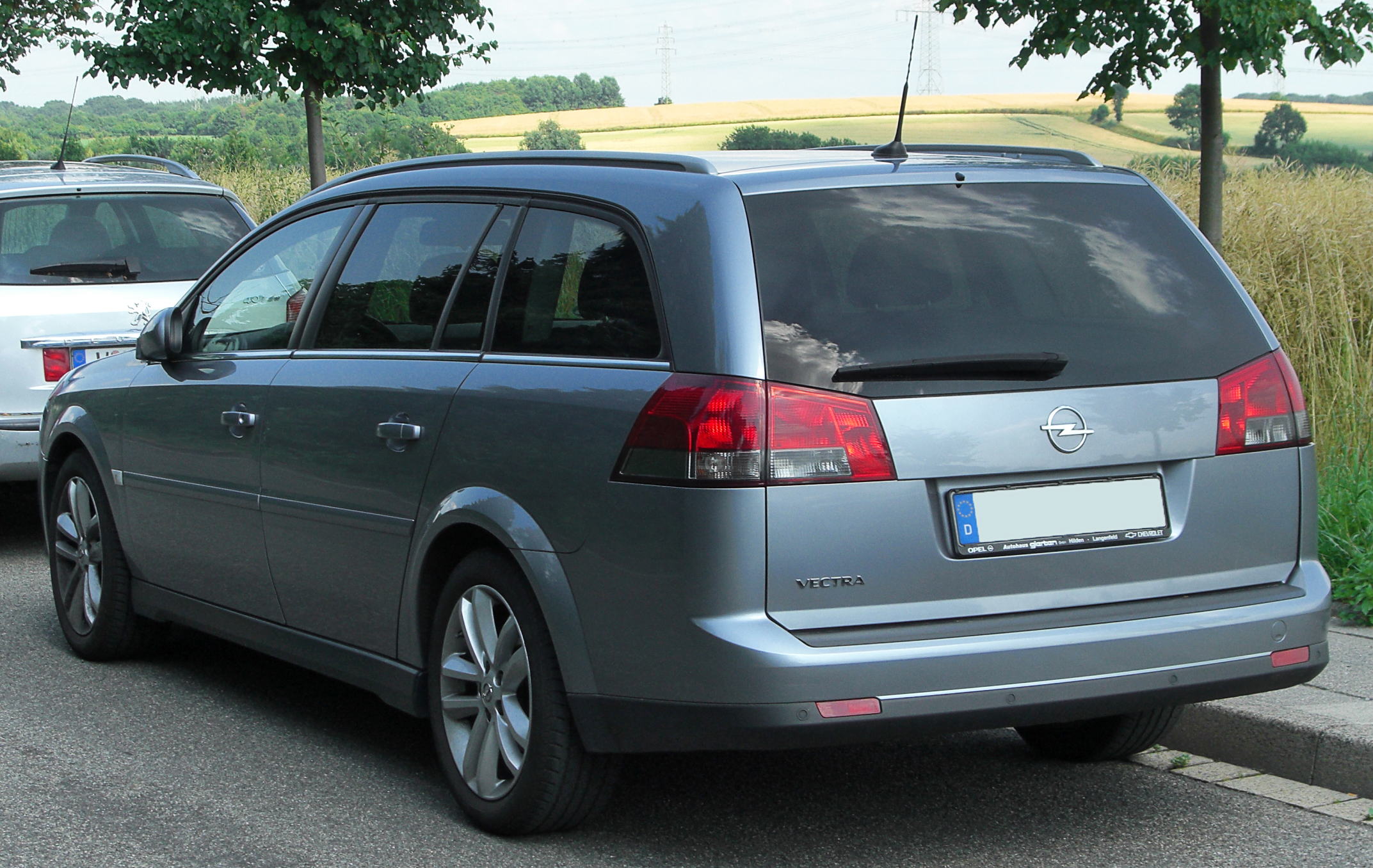
Opel Vectra Caravan (2005–2008)

#### Version OPC
À partir du 24 juin 2005, la finition OPC-Line était proposée avec une lèvre de spoiler avant, une lèvre de tablier arrière, des jupes latérales et un aileron arrière (berline) ou un becquet de toit (Caravan). À partir du 12 octobre 2005, elle comprenait également des feux avant et arrière teintés en foncé. À partir du 30 novembre 2005, elle comprend également deux sorties d'échappement visibles et chromées pour la berline (avec les moteurs DIRECT de 2,2 l, Turbo de 2,0 l, V6 Turbo de 2,8 l et V6 CDTI de 3,0 l) et une sortie d'échappement visible et chromée (avec les moteurs TIDC de 1,6 l, 1,8 l et 1,9 l). En même temps, elle a été renommée finition OPC Line.
À partir du 1er mars 2006, la finition OPC Line 2 est proposée. Outre la gamme complète des équipements de la finition OPC Line, elle comprenait également des pare-chocs au design OPC, un volant en cuir au design OPC et un pommeau de levier de vitesses au design OPC (uniquement pour la transmission manuelle à 6 vitesses). Elle n'était pas disponible avec les moteurs V6 Turbo de 1,6 l et 2,8 l.
À partir du 16 octobre 2006, la précédente finition OPC Line s'appelle désormais finition OPC Line 1, l'étendue des équipements restant inchangée.
À partir du 22 juin 2007, la finition Sport a remplacé les précédentes finition OPC Line 1 et finition OPC Line 2. La finition Sport présentait toutes les fonctionnalités de la finition OPC Line 2. Elle comprenait également des jantes 7½ J x 18 à rayons en Y en alliage léger avec pneus 225/45 R18, une suspension sport (carrosserie abaissée de 20 mm) et des sièges sport (tissu/cuir). Au lieu de sièges sport (tissu/cuir), la finition Sport était également proposé avec des sièges sport Recaro.

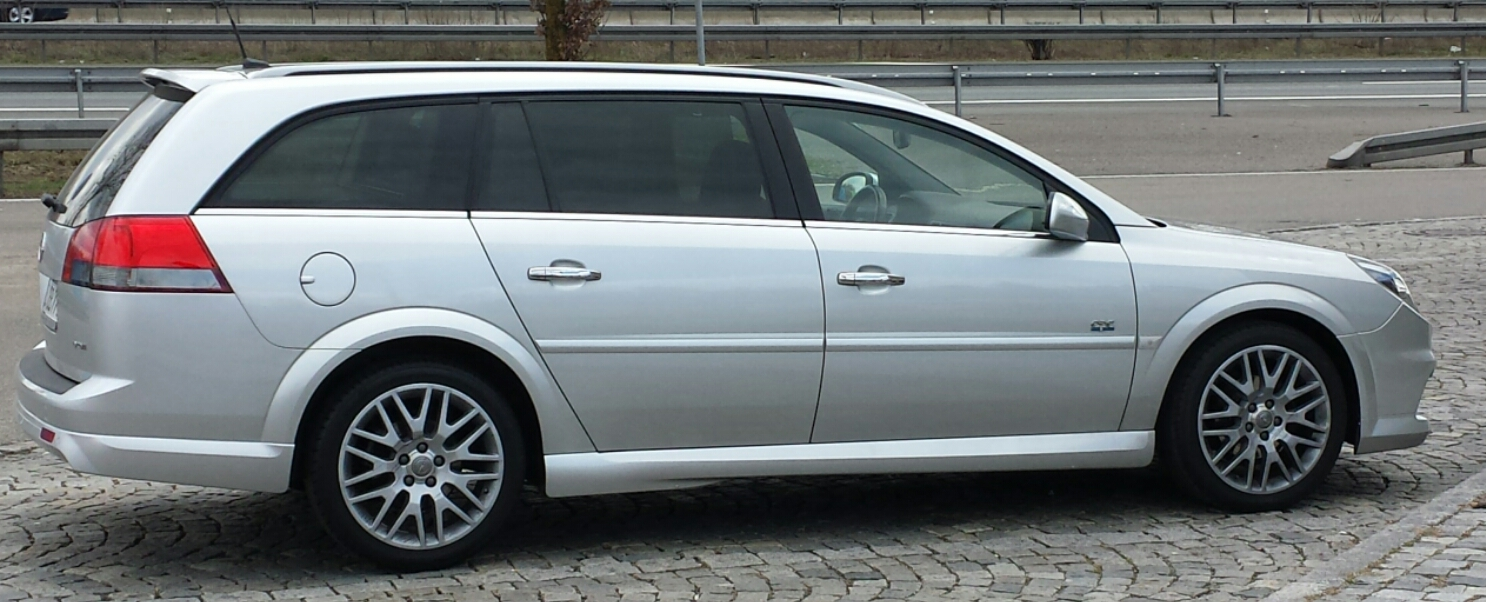
Opel Vectra Caravan 1.9 CDTI avec finition spéciale Sport (2008)

La production des Vectra C et Signum a pris fin en juillet 2008. À partir de novembre de la même année, l'Insignia A les remplace en Allemagne.

## Nouvelles immatriculations en Allemagne
La Vectra C était loin d'égaler le succès de ses prédécesseurs. Dans les statistiques des nouvelles immatriculations, l'ancien modèle à succès a pris au mieux la cinquième place dans la catégorie des familiales routières. En comparaison, près de cinq fois plus de Volkswagen Passat ont été immatriculées en Allemagne en 2006. La Škoda Octavia a enregistré plus de deux fois plus de nouvelles immatriculations.
En Allemagne, les nouvelles immatriculations annuelles d'Opel Vectra (toutes générations) sont répertoriées selon les statistiques de la Kraftfahrt-Bundesamt.
| Année  | 2002   | 2003   | 2004   | 2005   | 2006   | 2007   | 2008   | 2009  | 2010 |
| ------ | ------ | ------ | ------ | ------ | ------ | ------ | ------ | ----- | ---- |
| Nombre | 43.958 | 50.498 | 36.572 | 31.327 | 25.337 | 18.087 | 12.842 | 1.255 | 30   |

## Variantes d'équipement en Allemagne
- Cosmo         06/2005-06/2007
- Cosmo Plus    07/2007-07/2008
- Edition       06/2005-06/2007
- Edition Plus  07/2007-07/2008
- GTS           07/2002-06/2007
- OPC           06/2005-07/2008

Modèles spéciaux
- Edition       07/2004-11/2004
- First Edition 06/2005-08/2005
- Turbo Edition 04/2003-06/2003
- Irmscher i35  2004-2005

## La Vectra C dans le monde
Jusqu'en 2008, General Motors proposait les versions tricorps et à hayon de la Vectra C en Argentine, au Brésil et en Uruguay, et la Vectra C sous le nom de Chevrolet Vectra au Chili et au Mexique.
De 2006 à 2009, GM a produit sur la même plate-forme l'Aura sous le nom de marque Saturn, qui utilisait également des composants du modèle Vectra européen. Le modèle a ensuite été exporté en Égypte, où il est désormais proposé sous le nom d'Opel Vectra. General Motors Egypt y est responsable des ventes.